# Earth Escape Explorer

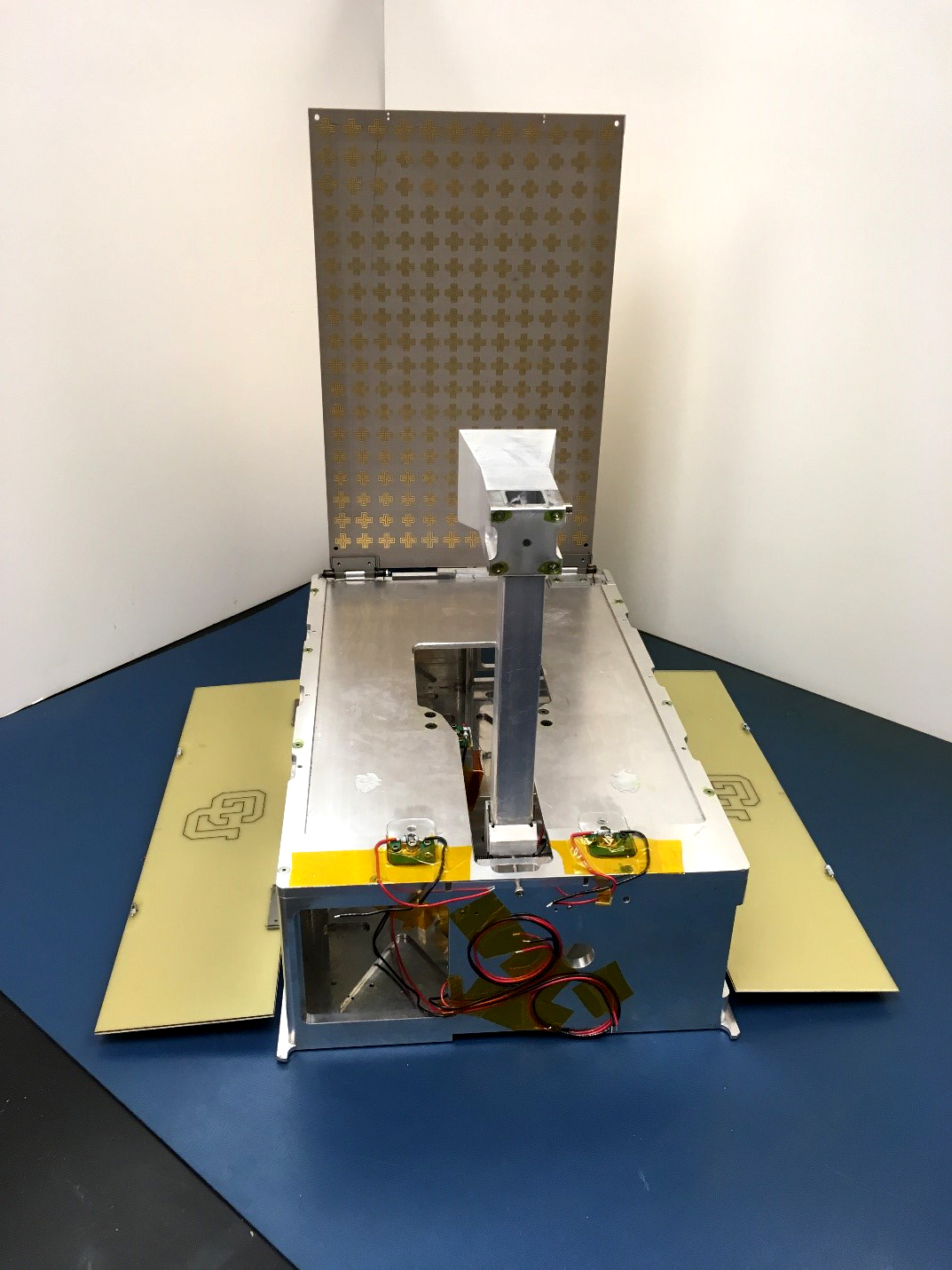
Prototipo satélite CU-E3.

Earth Escape Explorer (CU-E3) es una misión de bajo precio proyectada por la NASA, para desarrollar un satélite tipo CubeSat, cuyo objetivo es demostrar que las comunicaciones a larga distancia en órbita heliocéntrica son posibles.
La sonda es un desafío dirigido por los estudiantes de la Universidad de Colorado en Boulder para diseñar y construir la nave como parte del CubeQuest Challenge de la NASA. En principio se transportará como carga secundaria en el primer vuelo de la misión Exploration Mission 1 a una órbita heliocéntrica, que tiene programado su lanzamiento en 2019.